# Међународно јавно право
Међународно јавно право представља грану права којом се уређују правни односи између субјеката међународног права, тј. између држава, међународних организација и других јединки од међународног интереса. За разлику од унутрашњег права, које почива на начелу субординације, међународно јавно право почива на начелу координације. То значи да између субјеката међународног јавног права постоји јасно успостављен хоризонтални однос, тј. однос равноправности. 
Треба нагласити да су државе равноправне само у правном смислу речи. Будући да се државе, у фактичком смислу речи, и те како налазе у односу неравноправности, увек постоји опасност да оне државе које се налазе у повољнијем економском, војном и геополитичком положају намећу своју вољу другим државама. Управо томе и служи међународно јавно право. Стога, можемо рећи да је један од циљева међународног јавног права да правним путем успостави равноправан однос између фактички неравноправних држава, како би их заштитила од успостављања односа субординације од стране држава које се налазе у таквом положају који им омогућава наметање.

## Извори међународног јавног права
Уопштено речено, сви извори права се могу поделити на материјалне и формалне изворе. Материјални извори су оне друштвене чињенице које изискују стварање права, док се под формалним изворима подразумевају конкретни правни облици који поседују својство правне обавезности. Формални извори међународног јавног права су побројани у члану 38(1) Статута Међународног суда правде.
Статут МСП-а прави разлику између главних и помоћних извора међународног права.

### Главни извори међународног јавног права
1. Међународни уговори (конвенције), било општег или посебног типа;
2. Међународни обичај, као доказ опште праксе;
3. Општа правна начела призната од стране просвећених народа.

### Помоћни извори међународног јавног права
1. Судске одлуке;
2. Мишљења најистакнутијих правника.

Ваља напоменути да суд може решити спор на бази правичности - ex aequo et bono, али само уколико су се странке споразумеле да се спор може решити на тај начин. У том смислу, може се рећи да је правичност један од извора међународног јавног права, али да његова примена зависи од постигнуте сагланости држава.

## Субјекти међународног јавног права
Под субјектима међународног јавног права подразумевамо државе, међународне организације и остале јединке од међународног интереса.

### Државе
Државе представљају изворне (оригинерне) субјекте међународног јавног права. У погледу одређивања појма државе, међународно право се служи формалном дефиницијом државе. У том смислу, држава се у међународном праву схвата као ентитет који поседује атрибут постојаног становништва, утврђене територије и суверене власти. Ови атрибути државе су дефинисати Конвенцијом о правима и дужностима држава из Монтевидеа. Постојаност становништва подразумева да на територији једне државе постоји одређени број лица која у њој бораве са намером трајног настањивања. У том смислу, номадска племена не би испуњавала услов постојаности. Питање држављанства се не поставља, што значи да није од утицаја уколико на територији једне државе има више странаца него домаћих држављана. Утврђеност територије подразумева да се простор једне државе може јасно разграничити у односу према осталим држава. То се постиже повлачењем граница између држава. Суверена власт представља последњи, али и најкарактеристичнији атрибут државе. Сувереност, као атрибут државне власти, подразумева да у једној држави не постоји ниједна друга власт која би могла да јој парира, тј. да конкурише њеном монополу над физичком принудом (унутрашњи суверенитет), као и да државна власт може доносити одлуке самостално, тј. да је управљање независно од других држава (спољашњи суверенитет).

### Међународне организације
Међународне организације су изведени (деривативни) субјекти међународног права. Конкретније речено, изведеност, као обележје субјективитета међународних организација, подразумева да је њихов настанак и постојање везано за вољу држава - као изворних субјеката међународног права. Међународне организације се оснивају путем међународних уговора који врше функцију њихових уставних аката. Једна од најпознатијих и најзначајнијих међународних организација јесте Организација Уједињених нација са седиштем у Њујорку. Уједињене нације представљају замену за некадашње Друштво народа.